# Pseudowubana
Pseudowubana wagae es una especie de araña araneomorfa de la familia Linyphiidae. Es el único miembro del género monotípico Pseudowubana.

## Distribución
Se encuentra en Mongolia y Rusia asiática.  